# David Christopher McGough
David Christopher McGough (Tunstall, Stoke-on-Trent, 20 de novembro de 1944 - Tean, Staffordshire, 26 de março de 2023) foi um clérigo católico romano britânico e bispo auxiliar em Birmingham.

## Biografia
David Christopher McGough frequentou a Sacred Heart School em Tunstall e a St Joseph's Preparatory School em Trent Vale e Cotton College em Cotton. A partir de 1963, McGough estudou filosofia e teologia católica, primeiro no St Mary's College em Oscott e mais tarde na Pontifícia Universidade Gregoriana de Roma, onde obteve uma licenciatura em teologia católica. Durante seus estudos em Roma foi ex-aluno do Pontifício Colégio Inglês. Em 14 de março de 1970, recebeu o sacramento da ordenação para a Arquidiocese de Birmingham, do Bispo Auxiliar de Birmingham, Joseph Francis Cleary, na igreja paroquial do Sagrado Coração em Tunstall.
McGough trabalhou pela primeira vez como professor no St Mary's College em Oscott antes de continuar seus estudos no Pontifício Instituto Bíblico de Roma em 1971. Após obter uma licenciatura em estudos bíblicos, ele retornou à sua terra natal em 1974 e ensinou esta disciplina no St Mary's College em Oscott até 1989. McGough mais tarde serviu como vigário das paróquias de Cristo Rei em Kingstanding (1986–1990) e Nossa Senhora e Todos os Santos em Stourbridge (1990–2004). Ele também se tornou reitor do reitor de Dudley em 1994. A partir de 2004, McGough serviu como Vigário Episcopal para Walsall, Wolverhampton e Worcestershire e Black Country. Ele também foi cônego da Catedral de São Chade em Birmingham.
Em 25 de outubro de 2005, o Papa Bento XVI o nomeou bispo titular de Chunavia e bispo auxiliar em Birmingham. O Arcebispo de Birmingham, Vincent Nichols, concedeu-lhe a ordenação episcopal em 8 de dezembro do mesmo ano na Catedral de São Chade, em Birmingham; os co-consagradores foram o bispo auxiliar de Birmingham, Philip Pargeter, e o bispo de Salford, Terence Brain. 
Como bispo auxiliar, McGough foi conselheiro do comitê Vox Clara. Ele também foi membro do Comitê Executivo para a Formação Sacerdotal da Conferência Episcopal da Inglaterra e País de Gales.

Em 18 de março de 2020, o Papa Francisco aceitou o pedido de David Christopher McGough por motivos de idade. McGough morreu em Tean em março de 2023.